# Vigilantes (programa de televisión chileno)
#Vigilantes fue un programa de televisión chileno de debate político y de crónica social, conducido por Nicolás Copano, además de estar dedicado a cubrir los temas de actualidad nacional. Fue emitido por La Red de lunes a viernes a las 21:30 horas, desde el 7 de octubre de 2013 hasta el 30 de abril de 2015. Ese día, que el programa fue cancelado y el equipo técnico fue despedido tras un ajuste en una época de crisis en el canal.

## Historia
Vigilantes comenzó a emitirse el día lunes 7 de octubre de 2013 a las 21:30, siendo conducido por el animador Nicolás Copano. En su primera emisión sus panelistas fueron José Miguel Villouta, los periodistas Margarita Hantke y Sebastián Esnaola, además de la actriz Paloma Salas. 
En el programa tuvieron diversos invitados desde figuras de la política hasta personajes de la televisión, además hubo figuras que estuvieron en el programa tanto los reconocidos historiadores Abraham Larrondo y Rafael Gumucio Rivas, como personajes "freaks" de la talla del marihuanero influyente Gregorio "Cogollo" Larraín y la transformista Stephanie "Botota" Fox. Sin embargo en el transcurso del año 2014, el programa fue mutando a un formato más cercano al del desaparecido programa de debate El Termómetro de CHV, incluyendo opinión ciudadana, encuestas y mayor participación del "panel de debate".
Durante dos años se emitieron más de 500 capítulos al aire y en diciembre del año 2014, el animador Nicolás Copano fue galardonado por el Premio APES como Mejor Conductor de Programa de Debate por su labor como conductor de este programa. Lamentablemente, el día jueves 30 de abril de 2015, en medio de una crisis económica que vivió el canal en ese momento, Vigilantes emitió su último capítulo. Por su parte, Nicolás Copano agradeció con lágrimas en los ojos a la teleaudiencia y a sus seguidores a nombre del programa.

## Conducción y panelistas

### Conductores
- Nicolás Copano (conducción)
- Sebastián Esnaola (reemplazos)
- Eduardo de la Iglesia (reemplazos)

### Panelistas
- Sebastián Esnaola (panelista fundador)
- Margarita Hantke (panelista fundadora)
- José Miguel Villouta (panelista fundador)
- Paloma Salas (actriz)
- Botota Fox (panelista)
- Felipe Vidal (panelista invitado)
- Lorna Soler (panelista invitada)
- Karen Hermosilla (panelista invitada)
- Jaime Coloma (panelista invitado)
- Matilda Svensson (panelista)
- Pablo Maltés (panelista)
- Cecilia Gutiérrez (panelista)
- Felipe Avello (panelista)
- Carolina Fuentealba (panelista)
- Ángela Barraza (panelista)
- Aldo Duque (panelista)
- Pamela Beytía (opinóloga)